# Mátészalkai Fényes Napok Fesztivál

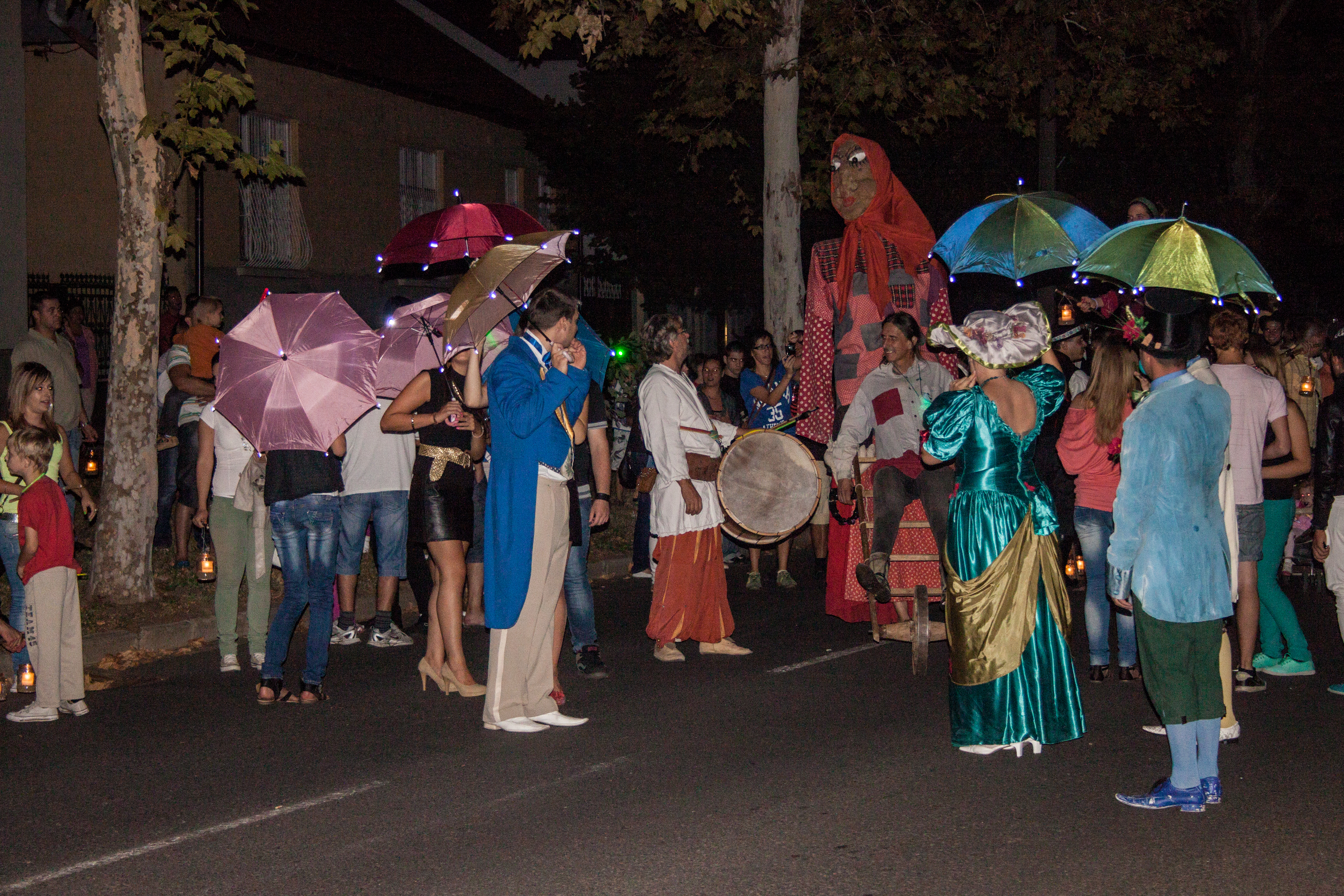

1888-ban Mátészalka lett az első magyar település a mai Magyarországon, ahol az utcai villanyvilágítás megjelent a mai Kossuth utca 16. szám alatt, Szalkai (Schwartz) Pál háza előtt. Ez a lakóház volt az első villamosított ingatlan is a jelenlegi határokon belül  az országban. (A Trianon előtti nagy Magyarországon Temesváron indult el a villamos közvilágítás 1884-ben.) Ennek jegyében kezdték el néhány éve megrendezni a városban, hagyományteremtő jelleggel, a Fényes Napok programsorozatát augusztus végén, szeptember elején.
Az első ilyen rendezvényre 2003. szeptember 4. és 6. között került sor, gazdag ifjúsági zenei, színházi programokkal.
A 2012-es program Pál Dávid festőművész kiállításának megnyitójával kezdődött augusztus 30-án. Augusztus 31-én rendezték meg a II. Országos Koreográfus Találkozó versenyeit, Berecz András mesemondó estjét valamint a gólyalábas komédiások előadását. Este utcai színházi előadások, koncertek és tűzijáték szórakoztatta a vendégeket és a város lakóit, majd a hagyományos Fényes Felvonulás következett, amiben mintegy ezer érdeklődő vett részt, egy-egy saját fényforrással. Szeptember elsején is koncertek és más rendezvények követték egymást.
A rendezvény fesztiváligazgatója Dr. Cservenyák László, a mátészalkai Szatmári Múzeum igazgatója.